# Frank Lorber
Frank Lorber (* 19. Februar 1975 in Gießen) ist ein deutscher Techno-DJ.

## Leben
Lorber begann 1991 seine DJ-Karriere im damaligen Gießener Szene-Club Gonzo. Zeitgleich arbeitete er im Frankfurter Plattenladen Delirium, wo er DJs wie Sven Väth kennenlernte. Väth verschaffte ihm später ein Engagement im Omen.
Ab 1992 legte Lorber als Resident-DJ im Omen auf, wo er sich üblicherweise den Samstagabend mit DJ Dag teilte. 1993 folgte dann das erste Auslandsengagement im UK Club in London. Im Jahre 1994 wurde Lorber erstmals für die Clubnight tätig und machte Radiosendungen für Kiss FM. Noch im gleichen Jahr begannen die ersten eigenen Produktionen in Zusammenarbeit mit Pascal FEOS auf dem eigenen Label Explizit Records. 1996 begann seine Kooperation mit Jörg Henze, deren Ergebnis unter dem Namen Electronic Homeentertainment auf Delirium Records veröffentlicht wurde.
Zusammen mit Toni Rios begründete er 1997 Attention Records, ein kleines Label für eigene Produktionen. Gemeinsam traten die beiden unter dem Pseudonym Lobby Lobster & Tony Montana auf.
2003 gründete Lorber sein Label Nummer Schallplatten.

## Diskografie
Alben
- 2002 – Jailhouse Rocker (Cocoon Recordings)

Mix-Kompilationen
- 1998 – Electro Jewels (interGROOVE)
- 2000 – In Case Of… (Harthouse)
- 2006 – In The Mix – Play (Cocoon Recordings)